# 1790 Volkov
1790 Volkov è un asteroide della fascia principale. Scoperto nel 1967, presenta un'orbita caratterizzata da un semiasse maggiore pari a 2,2380667 UA e da un'eccentricità di 0,1000346, inclinata di 5,11088° rispetto all'eclittica.
Prende il nome da Vladislav Nikolaevič Volkov cosmonauta russo che morì nel viaggio di ritorno con la navicella Soyuz 11 il 29 giugno 1971.